# Mocsa
Mocsa község Komárom-Esztergom vármegyében, a Komáromi járásban.

## Fekvése
A Kisalföld keleti szegletében fekszik, a Bársonyos-dombsor lábánál. Határában található a Boldogasszonyi-tó.
Komáromtól és Almásfüzitőtől 11-11, Tatától 12, Kocstól 7 kilométer távolságra található.

### Megközelítése
A község belterületét dél felől szinte súrolja az M1-es autópálya, nyugati határszélén pedig a 13-as főút halad el, de közvetlen kapcsolata egyikkel sincsen, csak négy számjegyű mellékutakon érhető el. Északi és déli irányból, Komárom (Szőny), illetve Kocs felől a 8142-es úton, kelet felől, Naszály irányából pedig a 8141-es úton közelíthető meg a település. Vasútvonal sem érinti, a legközelebbi vasúti csatlakozási lehetőségeket Komárom vagy Tata vasútállomásai kínálják.

## Története
Mocsa első írásos említése 1237-40-ből való, Macha alakban. 1266-ban nagyobbrészt királyi harcos jobbágyok és pohárnok bocsárok lakták. Jövedelmét a királyné udvartartásának fenntartására rendelték. 1284-ben IV. László lázadásuk miatt elkobozta Alpra kun vezér fiainak itteni birtokát.
1291-ben III. András hitvese Fenenna királyné a jobbágyok és bocsárok faluját Ladomér esztergomi érseknek adta, s ekkor határait is leíratta. Az akkori leírások alapján Mocsa több részből álló település volt. Ekkor van említve Általmocsa, Mocsa, Finta-Mocsája, mint különálló települések vannak említve. Finta-Mocsája a mai Boldogasszony-puszta épületeinek helyén, Általmocsa pedig a mai Mocsa helyén terült el.
A falut a törökök 1543-ban elpusztították, 1593-ban sikertelenül próbálják a betelepítését. 1622-ben népesül be újra református magyarokkal. 1738-ban elkészül a reformátusok első temploma és iskolája is, míg a jelenleg is álló 1954-ben készül el.
Fényes Elek 1851-ben írja a község leírásánál mint érdekességet:
A helység K-i részén van egy kiapadhatatlan kútforrás, mely vizével képes az egész községet ellátni, sőt az 1749-iki szokatlan nagy szárazságban az egész körül-belül fekvő vidéket ez tartotta ki vízzel.
Az 1910-es választási zavargásokban a csendőrök sortüzétől két ember halt meg.
1945-ig Komárom vármegyéhez tartozott.
A Kocs-Igmánd-Mocsa háromszögben fekvő keserűvíz-források vizét egy ideig Mocsán is palackozták.

### Tömörd-puszta
Tömörd-puszta a mai Mocsától délkeletre található. Ez az Árpád-korban három falut magába foglaló település volt. Az ősi települést még 1005-ben István király adta a pannonhalmi apátságnak, s e adományt 1093-ban I. László király és 1216-ban III. Ince pápa is megerősítette.
A helység névadásával kapcsolatban Györffy György megemlíti, hogy a török temir (vas) szóból magyar -d képzővel képzett TÖMÖRD helyneveink vasműves helyeken fordulnak elő, az utóbbi etimológiát támogatja a Mocsa falu Tömörd felé eső határában 1291-ben jelzett Rednek (szl. rednik-vasműves) helynév.
A tatárjárás előtt már három faluból álló Tömördön lovas jobbágyok, ácsok, kocsigyártók és udvarnokok éltek.
Templomát a mindenszentek tiszteletére építették, 1226-ban jövedelmét az apátság világítására, díszítésére fordították.
A tatárjárás a települést elpusztította, megmaradt lakói egy faluba tömörültek. Ma már csupán puszta.

## Közélete

### Polgármesterei
- 1990–1994: Roboz József (független)[4]
- 1994–1998: Roboz József (független)[5]
- 1998–2002: Roboz József (független)[6]
- 2002–2006: Áy József (független)[7]
- 2006–2010: Áy József (független)[8]
- 2010–2014: Marschall Ferenc (független)[9]
- 2014–2019: Marschall Ferenc (független)[10]
- 2019–2024: Natkai Istvánné (független),[11] kb. 2020-tól Udvardi Marianna néven[12]
- 2024– : Udvardi Marianna (független)[1]

## Népesség
A település népességének változása:
| Lakosok száma | 2142 | 2131 | 2126 | 2086 | 2127 | 2108 | 2121 |
|               | 2013 | 2014 | 2015 | 2021 | 2022 | 2023 | 2024 |

A 2011-es népszámlálás során a lakosok 88,8%-a magyarnak, 0,6% cigánynak, 0,2% németnek, 0,4% szlováknak mondta magát (11,1% nem nyilatkozott; a kettős identitások miatt a végösszeg nagyobb lehet 100%-nál). A vallási megoszlás a következő volt: római katolikus 42,7%, református 30%, evangélikus 0,1%, görögkatolikus 0,3%, felekezeten kívüli 8,1% (18,4% nem nyilatkozott).
2022-ben a lakosság 90,3%-a vallotta magát magyarnak, 0,9% ukránnak, 0,4% cigánynak, 0,2% románnak, 0,1-0,1% szlováknak és németnek, 2,4% egyéb, nem hazai nemzetiségűnek (8,8% nem nyilatkozott; a kettős identitások miatt a végösszeg nagyobb lehet 100%-nál). Vallásuk szerint 29,3% volt római katolikus, 24,1% református, 0,5% görög katolikus, 0,3% evangélikus, 0,1% egyéb keresztény, 0,8% egyéb katolikus, 11,7% felekezeten kívüli (33,2% nem válaszolt).

## Nevezetességei

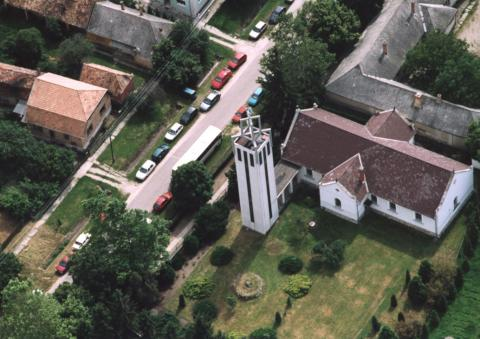

- Római katolikus plébánia 1700-tól van a faluban, A katolikus templomot a korábban összedőlt református templom helyén építtette gróf Csáky Miklós, akkori prímás és esztergomi érsek, 1756-ban.

A templomot Rózsafüzér királynője tiszteletére szentelték fel, majd 1857-ben egy földrengés súlyos károkat okozott a templomban. 1903-ban le is égett, de a hívek adományaiból és Vaszary Kolos hercegprímás segítségével újjáépült. Berendezése 18. századi, barokk stílusú. A katolikus egyházközség őriz egy értékes aranyozott, ékkövekkel kirakott ezüst kelyhet is.
- A település közepén álló 1824-ben készült Szentháromság-szobrot egy pestisjárvány emlékére emelték.
- 2000-ben adták át a község Emlékházát, melyben a falu múltjának emlékeit őrzik.
- Vaszary Kolos-kúria
- Oázis Szabadidőpark Az egykori bányatavak területén kialakított, kiváló vízminőségű, fürdésre, kempingezésre és horgászásra alkalmas strand.

### Híres személyek
- Itt született Barbay István jegyző 1764. május 30-án.
- Itt született Könyöki József (eredeti nevén Ellenbogen) régész 1829. február 19-én.
- Itt született 1806-ban Nagy János református esperes-lelkész.
- Itt született 1870-ben Farkas Géza magyar hercegprímási uradalmi intéző, közgazdasági író, országgyűlési felsőházi tag.
- Itt született 1882-ben Pogány Béla újságíró.
- Itt tevékenykedett Pereszlényi János református lelkész, újságíró, lapszerkesztő, költő 1862-1872 között.
- Itt tevékenykedett Somogyi István a "templomépítő" református lelkész 1950-1965 között.

## Képtár

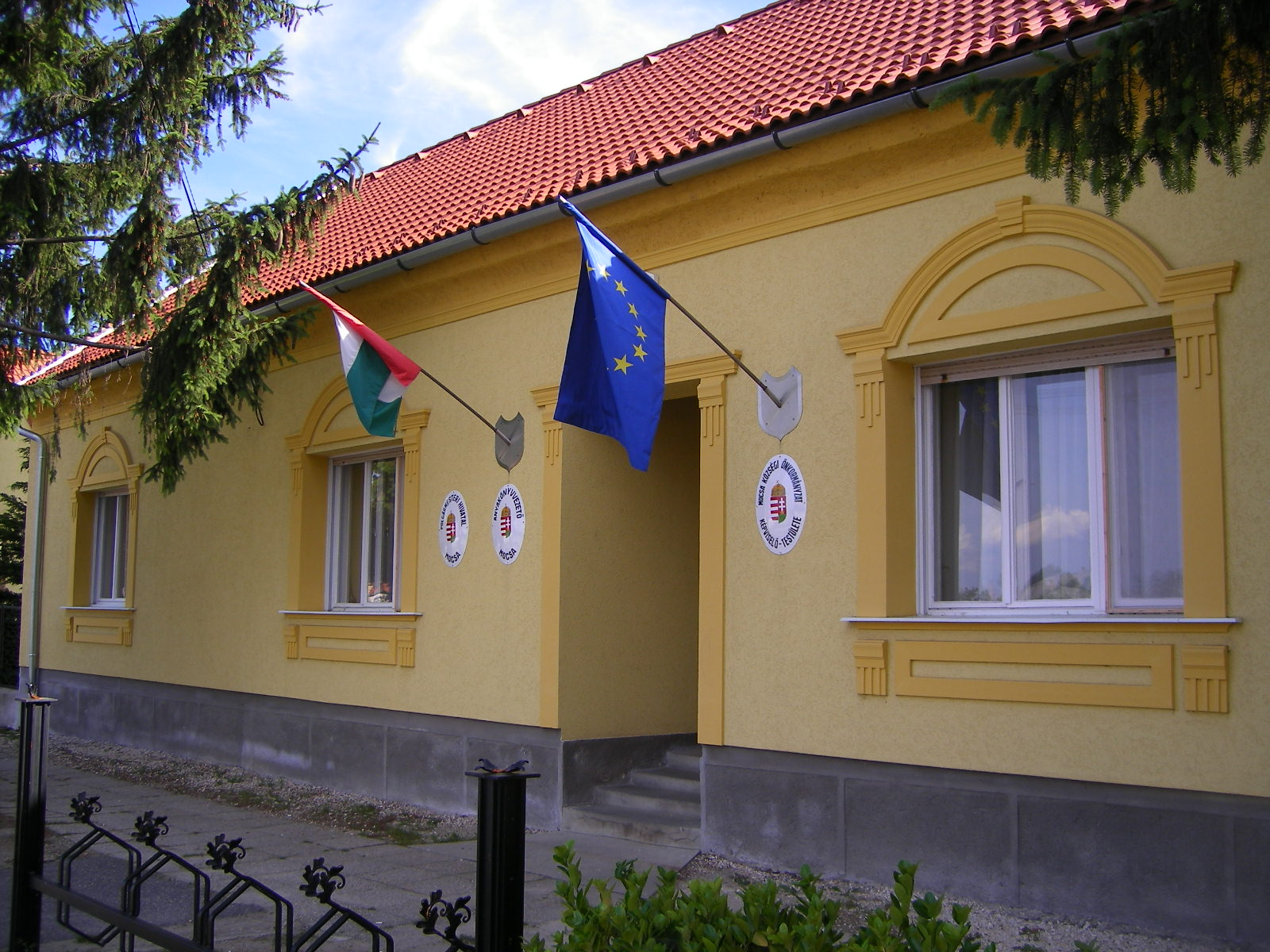
Községháza
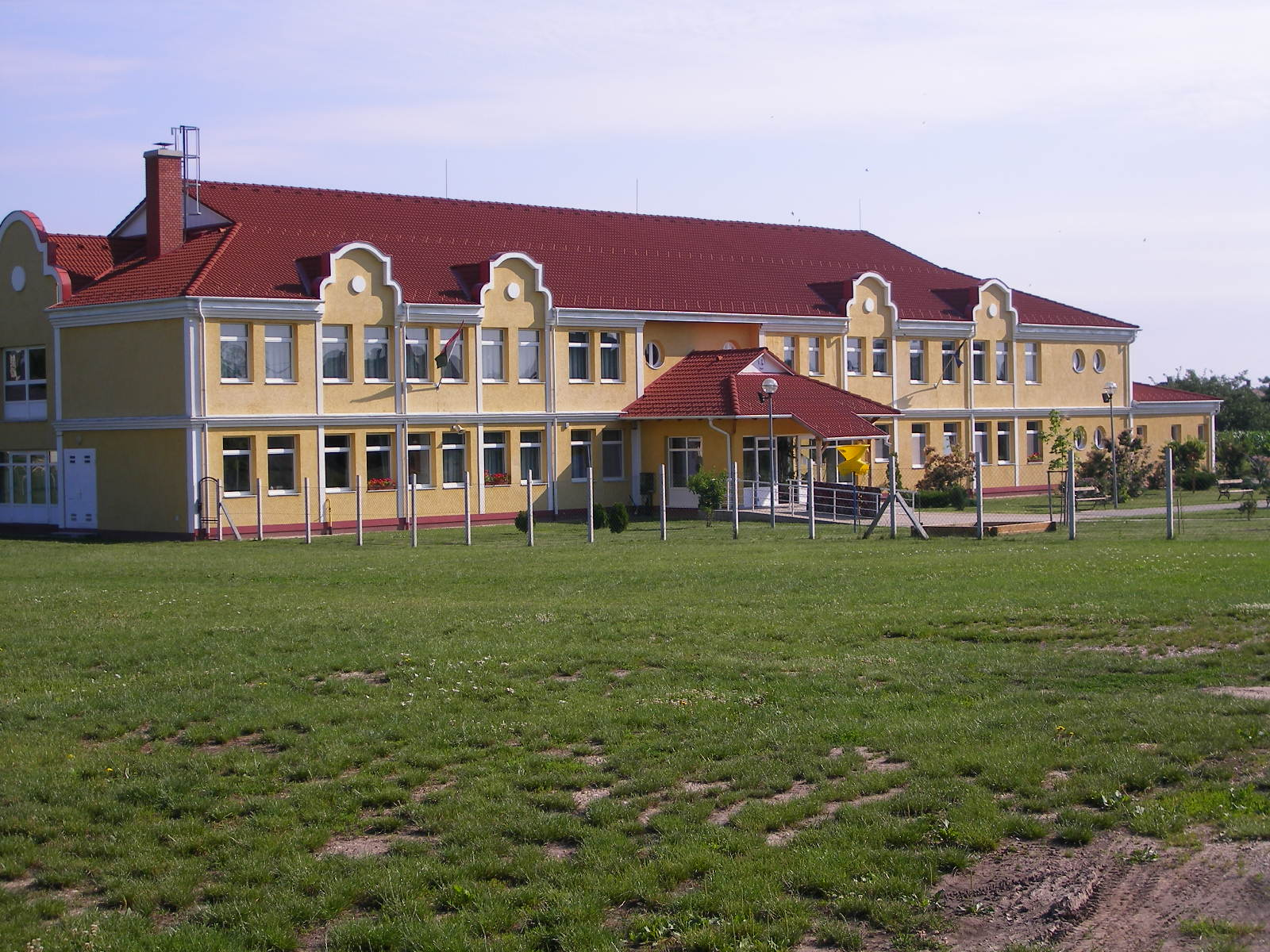
Általános iskola
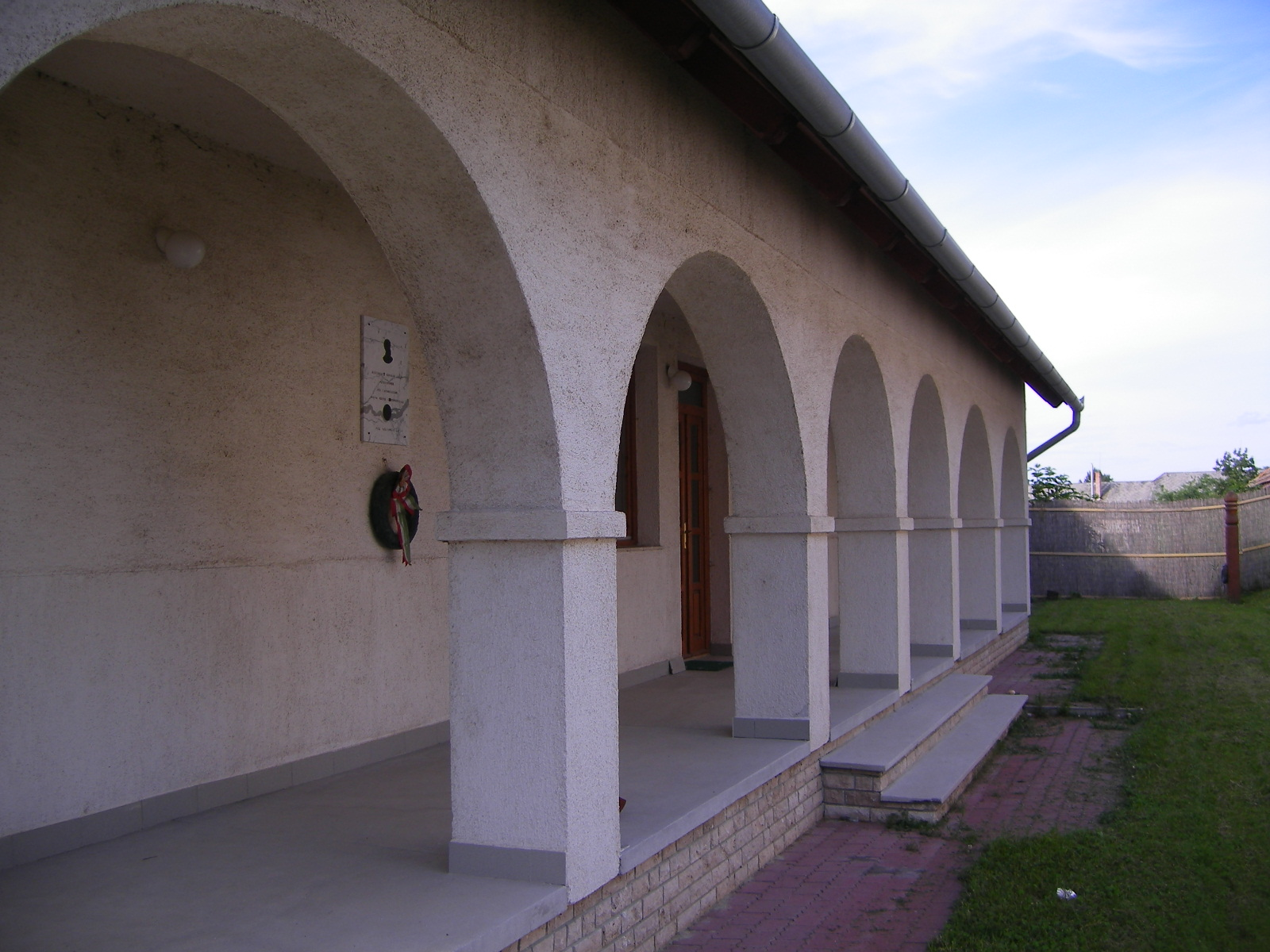
Emlékház
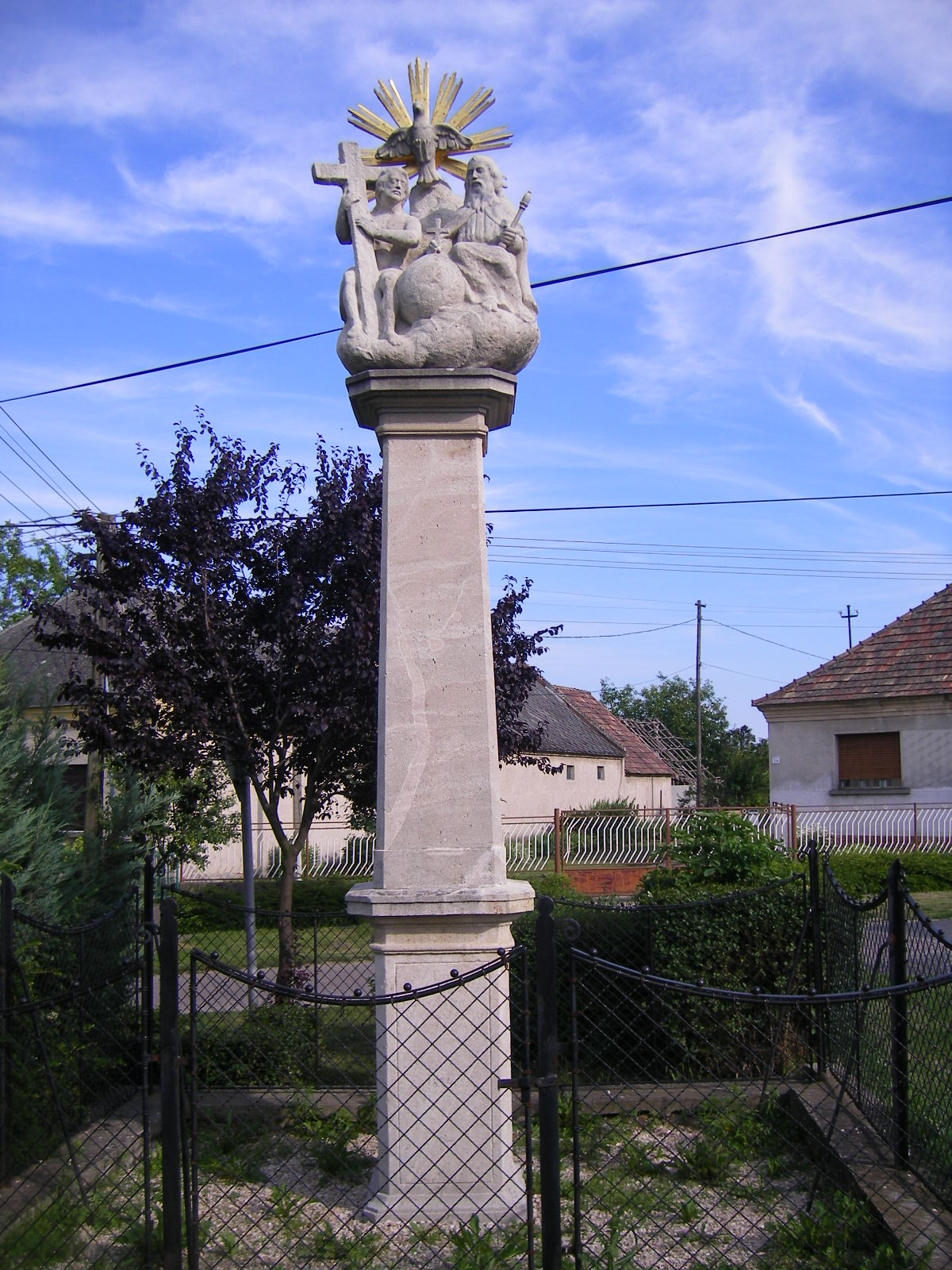
Szentháromság-szobor
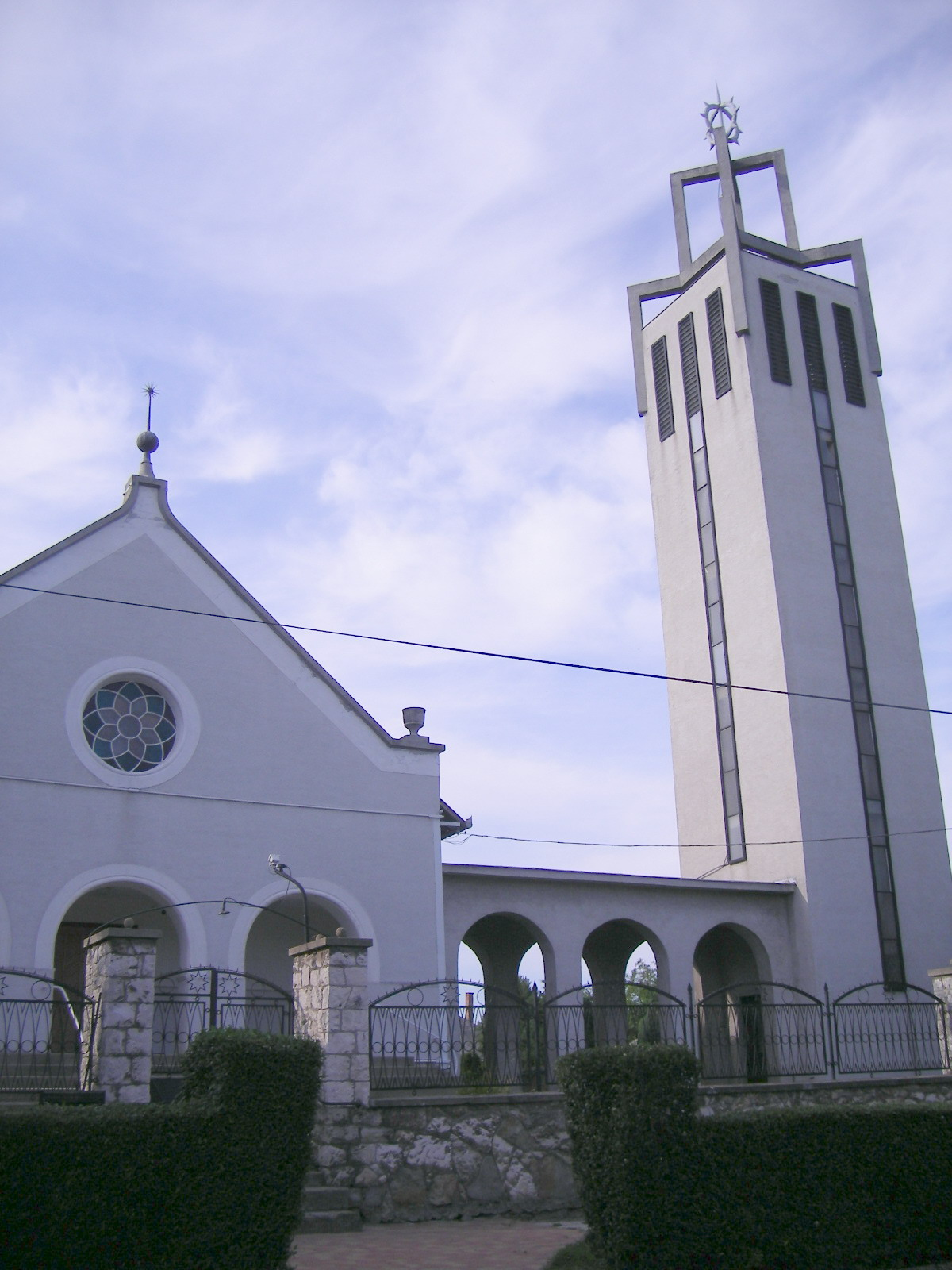
Református templom
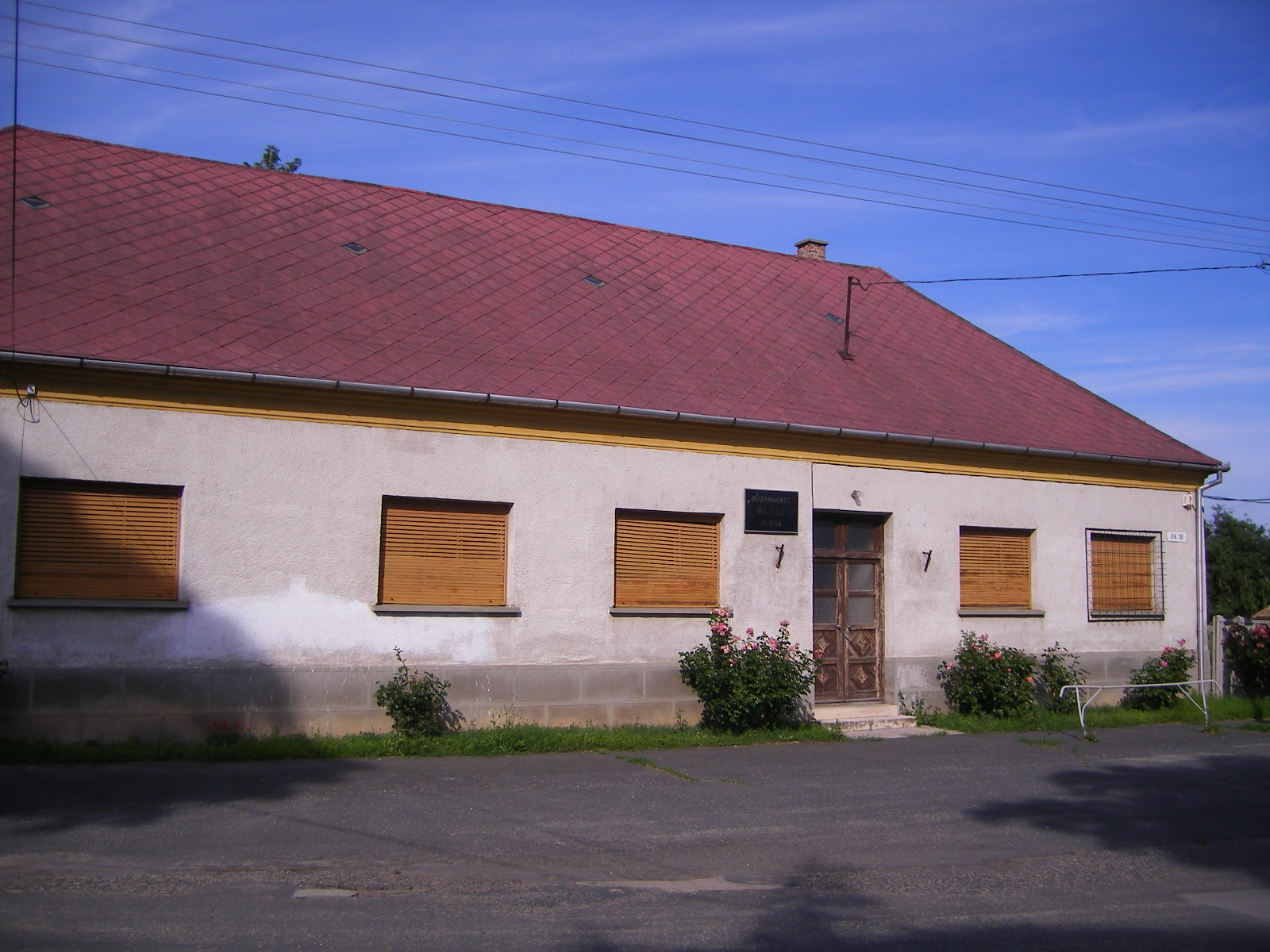
A mezőgazdasági szövetkezet székháza
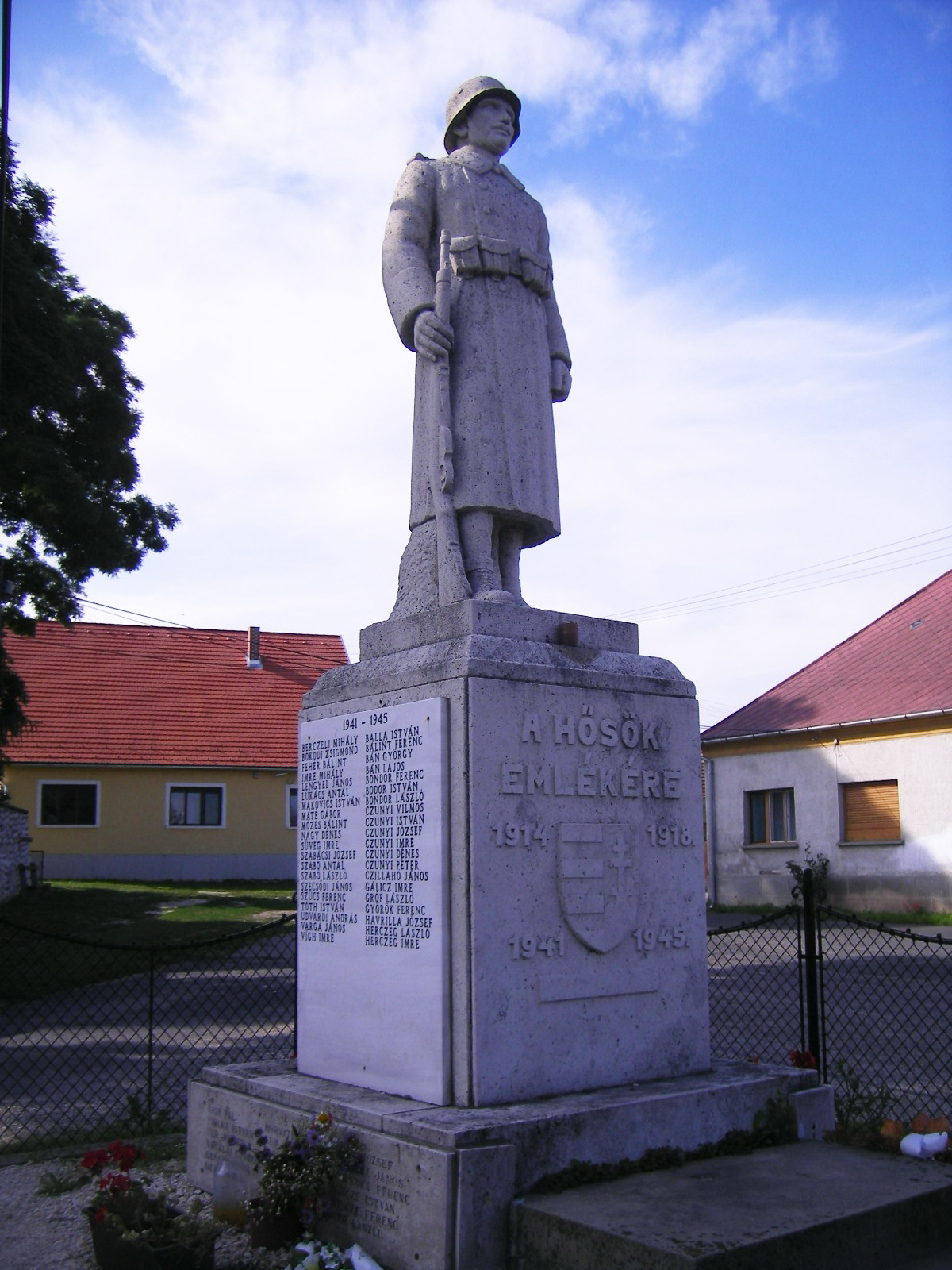
Világháborús emlékmű
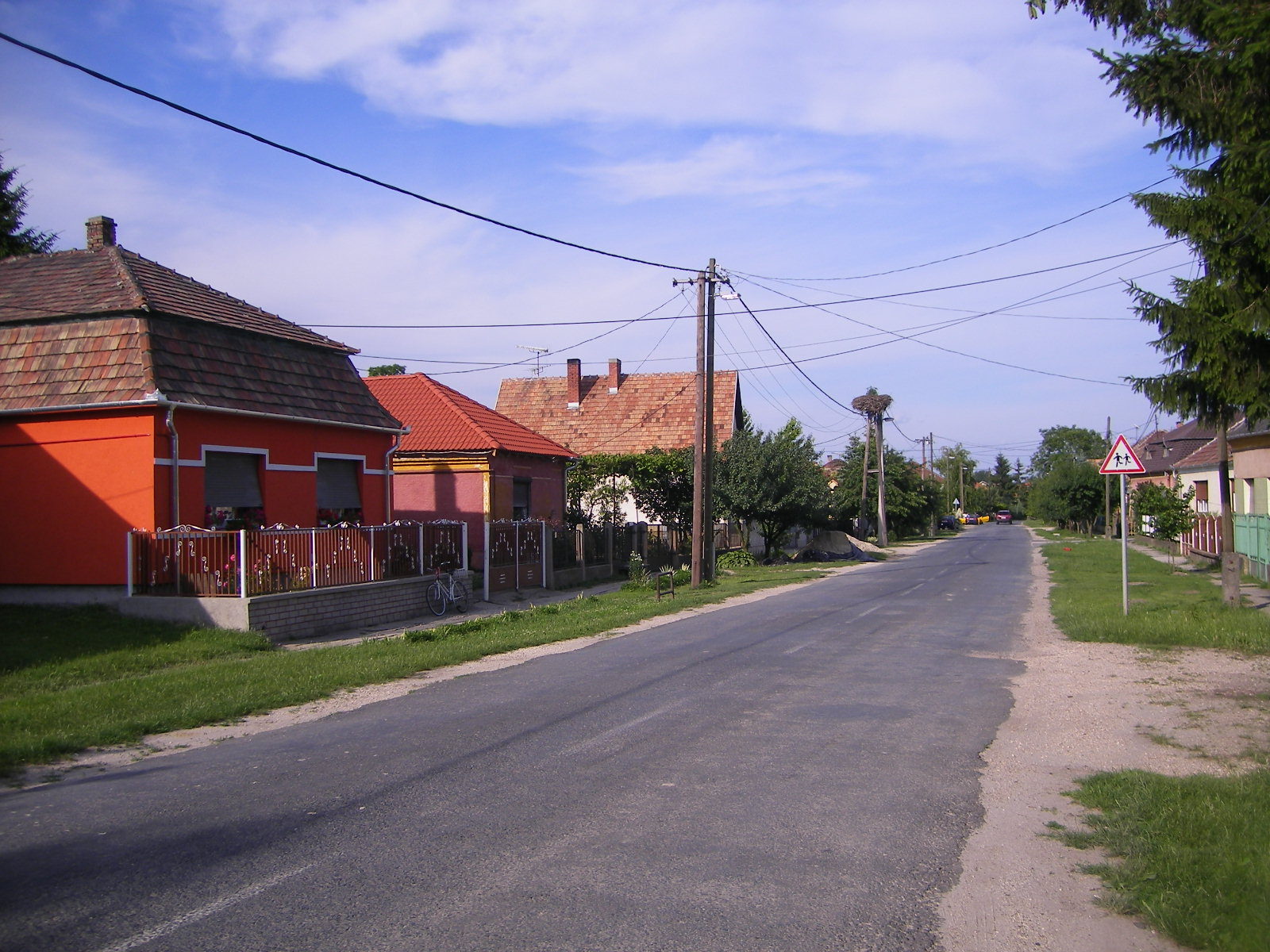
Csillag utca
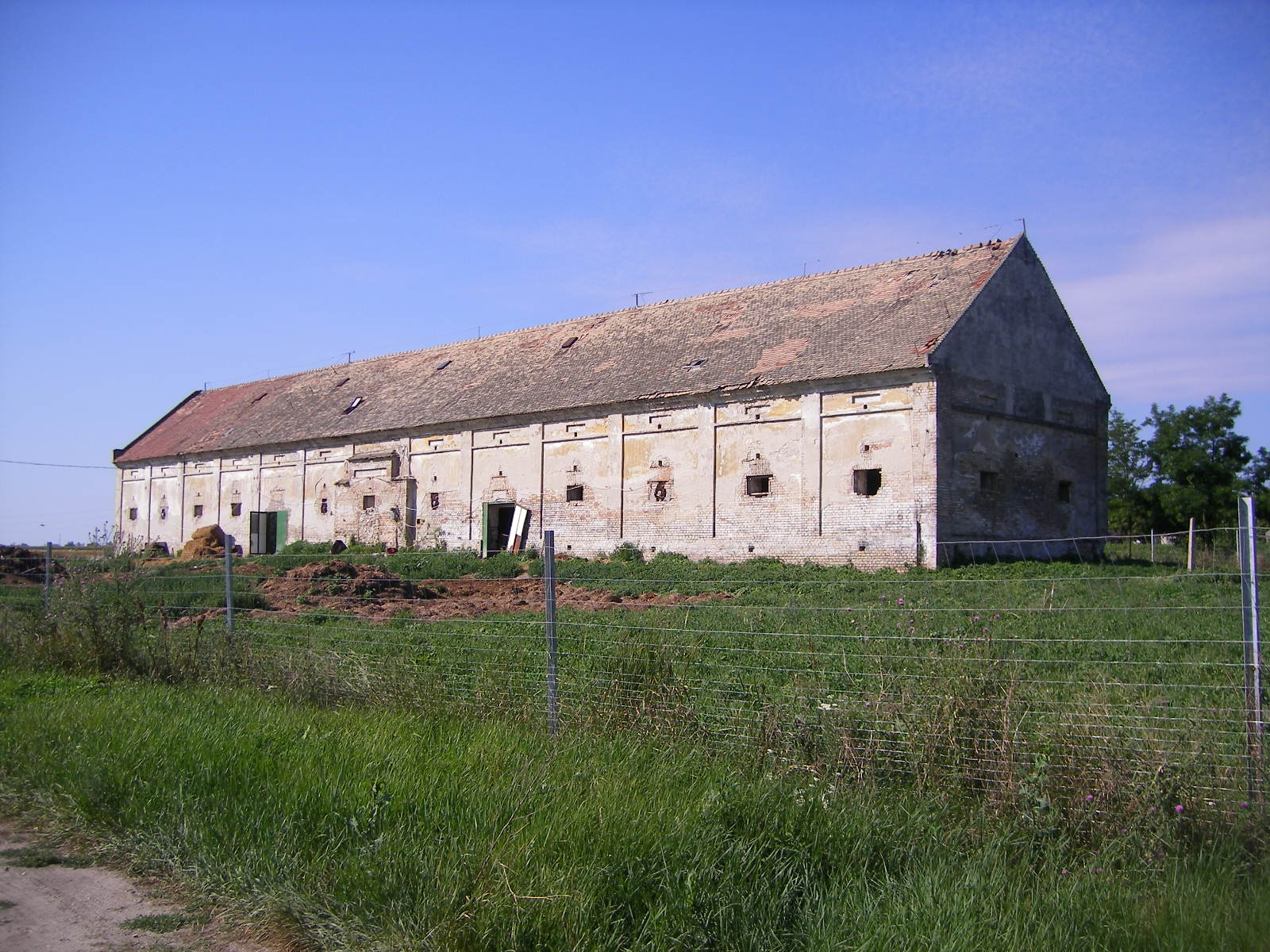
Tömördpuszta
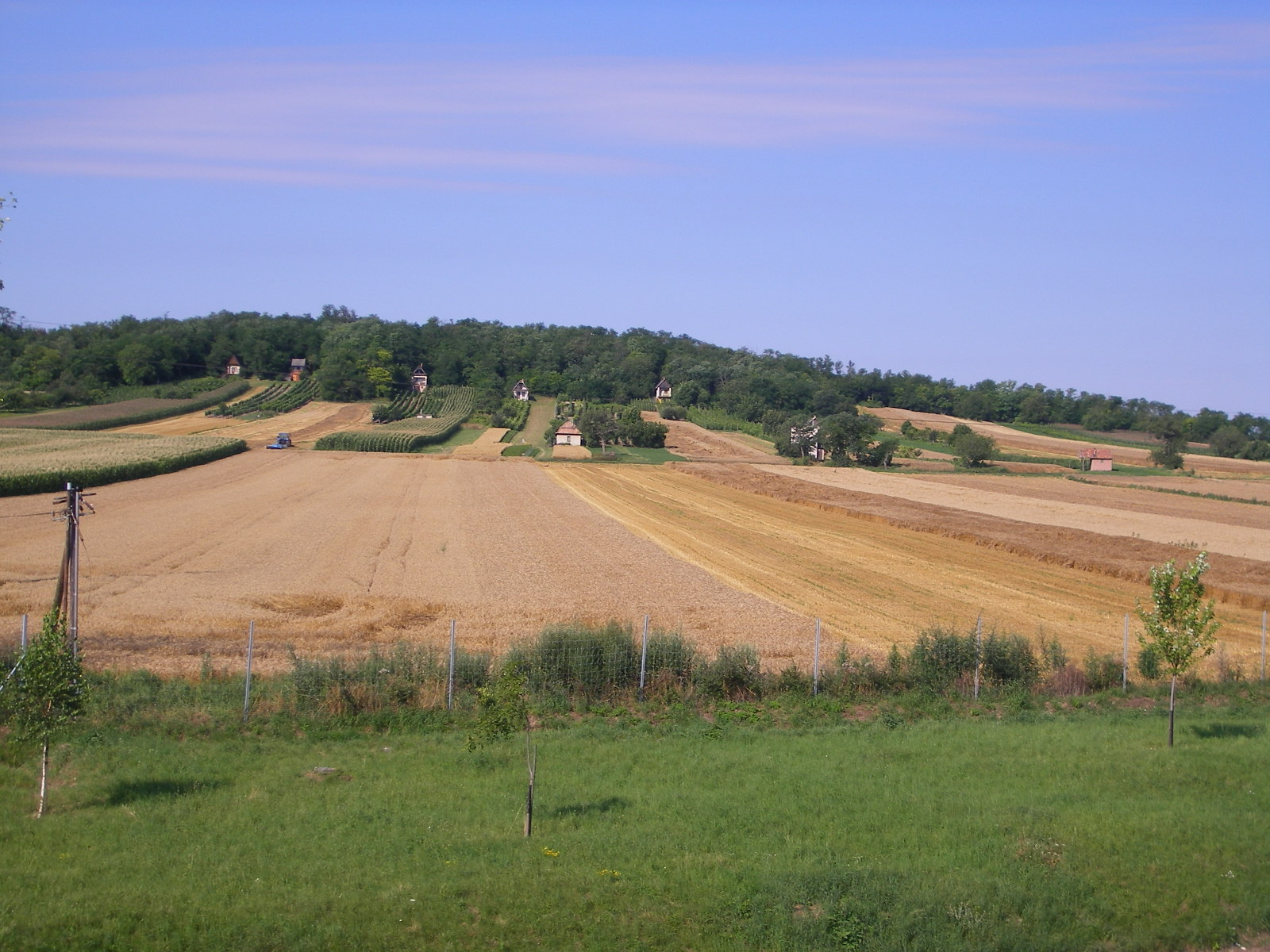
Táj Mocsától délre
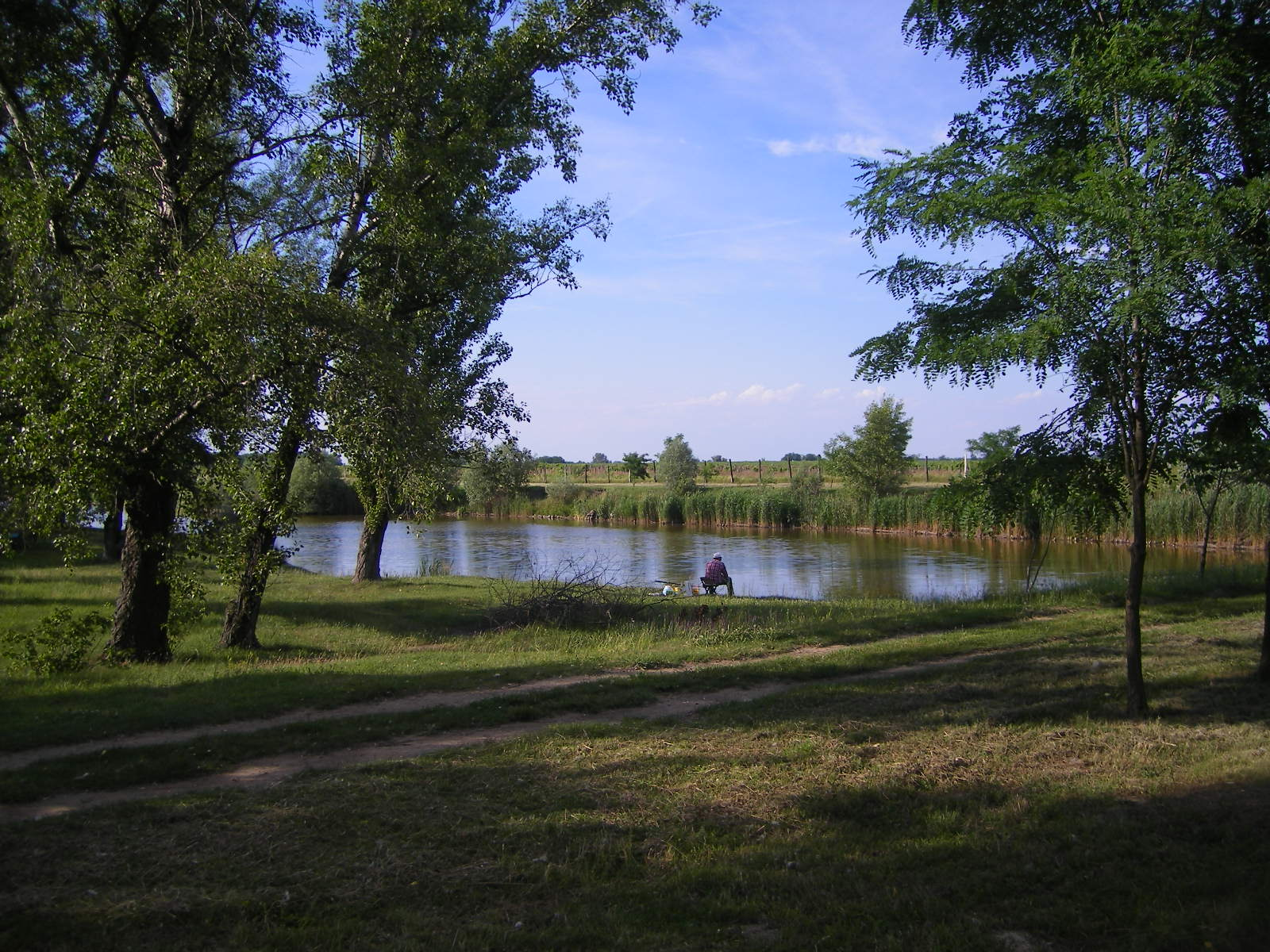
Horgásztavak